# 出租天使
《天使之戀》（日语：天使の恋），日本手機小說改編為電影。2009年11月於日本上映，為日本模特兒佐佐木希首部擔演女主角的電影，亦為導演寒竹百合的處女作。本劇在2009東京影展的首映獲得相當好的評價。

## 故事大綱
白天，她是校內的風雲人物；夜晚，卻是出入酒店的性感援交少女。
17歲的高中女生小澤理央（佐佐木希飾）在14岁时，因被强暴而堕胎，并首次在医院见到小澤光輝（谷原章介飾）。而三年后她用身體換取金錢，更有甚以霸凌方式招攬其他女同學加入援交行列。認錢不認人的她，出賣友情、欺騙感情只是家常便飯。一天，照相館因出錯而把另一位「小澤」的照片交到理央时，她无意间得知：照片上的他是35歲的大學历史講師。在理央与光輝在雨天见面并交换照片后，两人走向车站时光辉因脑瘤复发晕倒，后被送进医院。并不知情的理央来看望光辉，對他產生感情。随后理央不斷熱情地追求光辉，更為愛情放棄容易賺錢的援交生活。對這個莫名其妙送上門的可愛女生，沉默內向的光輝只報以冷漠的回應，但理央活潑外向，在下课后向光辉请教历史科目知识，并在历史测验中取得接近满分的成绩。光辉看在眼里，内心感受到其鬱悶的人生首次添加上真正的「光輝」，并欣赏上了理央，終令兩人漸漸走近。
然而，兩人各自背負的沉重秘密，彼此的身份與性格差異極大，理央與光輝的戀情是否能繼續下去呢？

## 演出
- 小澤理央：佐佐木希
- 小澤光輝：谷原章介
- 鮎川友子：山本光
- 田沼真樹：大石參月
- 松方未步：七菜香
- 芝田奈緒子：加賀美早紀
- 田邊佑二：深水元基
- 潮田香里：酒井若菜
- 下山昌男：吹越滿
- 田代一喜：津田寬治
- 好色社長：笑福亭鶴光
- 小澤絢子：若村麻由美（特別演出）

## 電影音樂
- 「Let it Go」伊藤由奈
- 「I'm the one」indigo blue
- 「Beautiful Day」,「Here I am」,「Waltz」Love Psychedelico

## 外部連結
- 小說《天使之戀》官方網站（日語）
- 電影《天使之恋》官方網站（日語）
- 電影《天使之戀》台灣預告片 （页面存档备份，存于）
- 互联网电影数据库（IMDb）上《出租天使》的资料（英文）